# アムール (ロケット)
アムール（ロシア語: Аму́р、英語: Amur）は、ロシアの国営企業ロスコスモスが開発中の部分的に再使用可能なメタン燃料ロケットである。名称は中露国境を流れるアムール川に由来する。アムールの設計は2020年より開始されており、2026年以降の運用が計画されている。既存のソユーズ2よりも低コストなロケットとなり、これを置き換えることが意図されている。

## 歴史
ロシアで初めての再使用可能なメタンロケットとなるアムールの初期設計フェーズの契約は、2020年10月5日に署名された。設計の目標としては、高い信頼性を持つこと、1回の打ち上げコストを2200万ドルに削減すること、ロケットの1段目を再使用すること（2段目は使い捨て）が挙げられている。ロスコスモスは最初の打ち上げまでの開発計画のコストとして700億ルーブル（8億8,000万ドル）以下に抑えた予算を計上している。
アムールの1段目再使用の方式には、アメリカのスペースX社のファルコン9ロケットにて実証された垂直着陸を採用している。またロケットエンジンは100回以上の再使用を行う計画である。

## 設計
アムールは全長55m、直径4.1m、重量360tの二段式の中型ロケットである。1段目を再使用する場合で低軌道に10.5t、従来のロケットのように使い捨てる場合で12.5tのの打ち上げ能力を持つ。オプションで3段目にフレガートを搭載する場合は、太陽同期軌道に6t、静止トランスファ軌道に2.5tの打ち上げも可能である。アムールは極東ロシアのボストチヌイ宇宙基地から打ち上げられる。
ロケットの1段目は、大気圏再突入時の姿勢制御用のグリッドフィンを持ち、またロケットエンジンとして2020年現在KBKhAで開発中のメタン-液体酸素系のRD-0169Aを5基搭載する。長期的目標ではこれらエンジンの多くで100回の点火を実現する。しかし中央のエンジンは、大気圏再突入時に再点火され、着陸脚とともに垂直着陸に用いられることから、最終的に平均して300回の点火を目指す。2段目には、同エンジンの真空型のRD-0169Vを1基搭載する。
RD-0169Aの地上試験は2024年後半までに完了する計画である。